# Oberea neptis
Oberea neptis là một loài bọ cánh cứng trong họ Cerambycidae.